# Grande Prêmio de Mônaco de 1982

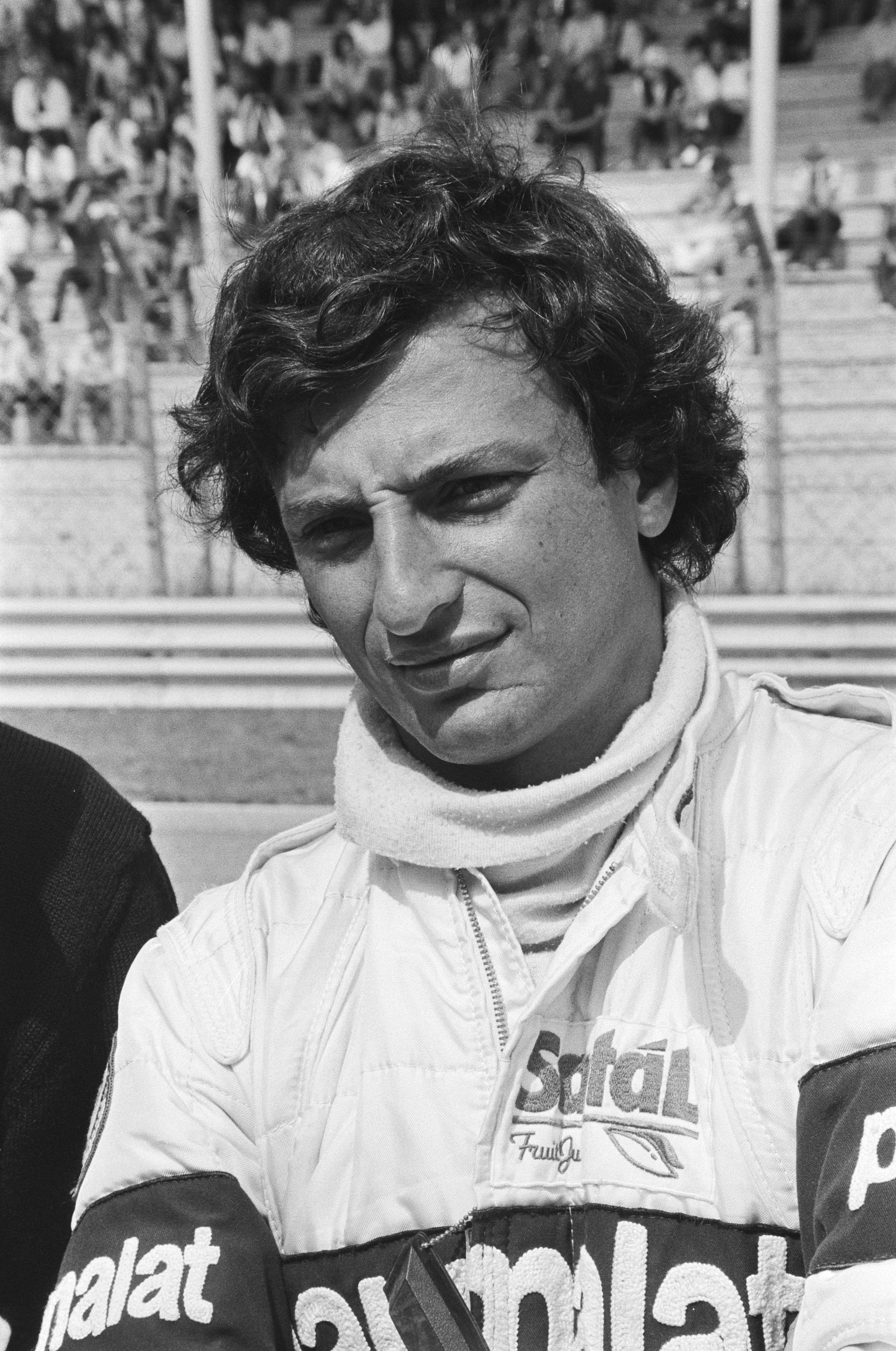
A corrida marcou a primeira vitória de Riccardo Patrese na F1

Resultados do Grande Prêmio de Mônaco de Fórmula 1 realizado em Montecarlo em 23 de maio de 1982. Sexta etapa do campeonato, foi também a primeira corrida após a morte de Gilles Villeneuve há duas semanas no Grande Prêmio da Bélgica. Ao final da disputa, Riccardo Patrese, da Brabham-Ford, celebrou a primeira vitória de sua carreira, com Didier Pironi em segundo pela Ferrari e Andrea de Cesaris em terceiro pela Alfa Romeo.

## Resumo

### Dia de surpresas
Traumatizada pela morte de Gilles Villeneuve, a Fórmula 1 chegou à quadragésima edição do Grande Prêmio de Mônaco sem que o vencedor de 1981 estivesse presente no circuito e assim a Ferrari inscreveu apenas o carro de Didier Pironi para a disputa. No domingo os pilotos alinharam no grid e quando largaram, o francês René Arnoux fez valer a pole position e manteve o primeiro lugar à frente de Bruno Giacomelli e Riccardo Patrese com Alain Prost, Didier Pironi e Andrea de Cesaris completando a relação dos ponteiros, entretanto uma ultrapassagem de Prost sobre Patrese colocou a outra Renault em excelsa posição quando Giacomelli abandonou por quebra de semieixo logo na terceira volta. Após quinze giros, Arnoux cometeu um erro, rodou nos "esses da Piscina", entregou a liderança a Alain Prost e obstruiu parcialmente a pista com o motor apagado até abandonar o carro. Sobre o novo líder da prova, o mesmo estava a mais de cinco segundos de Patrese, diferença alterada ao sabor do tráfego nas estreitas ruas de Montecarlo. Graças a tais ingredientes, eis que Prost, Patrese e Pironi lutavam pelo primeiro lugar, embora o francês tenha sido prejudicado ao perder parte do aerofólio dianteiro de sua Ferrari num toque com a Lotus do retardatário Elio de Angelis.
Graças ao equilíbrio de seu carro, a potência de seu turbo e uma inesperada confiabilidade, Alain Prost desvencilhou-se de Riccardo Patrese abrindo quase nove segundos de vantagem à medida que o número de voltas diminuía. Para a sorte da Brabham, o dano sofrido por Didier Pironi ao tocar o bólido de Elio de Angelis impediu o francês de ameaçar Patrese enquanto uma sucessão de quebras reduziu à metade os carros na pista. Após a sexagésima volta, os corredores reduziram o ritmo por conta da chuva, a qual mesmo leve exigiu prudência na ultrapassagem de retardatários. Cauteloso, Alain Prost viu sua Renault rodar e bater na mureta à saída da Chicane do Porto quando executaria mais uma ultrapassagem sobre a Arrows de Marc Surer a menos de três voltas para o fim da corrida. Ato contínuo, Patrese assumiu a liderança, no entanto o mesmo rodou na penúltima volta quando descia a curva Loews. Como estava em um declive, os fiscais liberaram a pista ao empurrarem seu carro e o mesmo pegou no tranco, mas várias posições foram perdidas. Na volta final Didier Pironi assumiu a liderança e reduziu a velocidade a fim de não sofrer um acidente, mas uma falha no sistema de ignição da Ferrari o fez parar dentro do túnel para desespero de um fiscal que levou as mãos à cabeça e como se não bastasse, outros candidatos ao primeiro lugar ficaram pelo caminho: Andrea de Cesaris estacionou sua Alfa Romeo na subida da Beau Rivage por falta de gasolina enquanto a Williams de Derek Daly parou com avarias no câmbio e também sem o aerofólio traseiro.
Em meio ao espanto do público, a televisão buscava desvendar os acontecimentos quando, para a surpresa geral, Riccardo Patrese surgiu em meio aos despojos e cruzou a linha de chegada.Somente ao chegar aos boxes da Brabham é que Riccardo Patrese soube de sua primeira vitória na Fórmula 1, com Didier Pironi em segundo com a Ferrari e Andrea de Cesaris estreando no pódio para a alegria da Alfa Romeo (apesar da falta de combustível sofrida pelos dois). Foi o primeiro triunfo da Itália desde Vittorio Brambilla no Grande Prêmio da Áustria de 1975.

## Classificação

### Pré-qualificação
| Pos. | Nº | Piloto             | Construtor      | Tempo    | Diferença |
| ---- | -- | ------------------ | --------------- | -------- | --------- |
| 1    | 31 | Jean-Pierre Jarier | Osella-Ford     | 1:29.479 | —         |
| 2    | 17 | Jochen Mass        | March-Ford      | 1:29.901 | + 0.422   |
| 3    | 35 | Derek Warwick      | Toleman-Hart    | 1:30.352 | + 0.873   |
| 4    | 36 | Teo Fabi           | Toleman-Hart    | 1:30.407 | + 0.928   |
| 5    | 32 | Riccardo Paletti   | Osella-Ford     | 1:31.059 | + 1.580   |
| 6    | 18 | Raul Boesel        | March-Ford      | 1:31.212 | + 1.733   |
| 7    | 20 | Chico Serra        | Fittipaldi-Ford | 1:31.471 | + 1.992   |
| 8    | 19 | Emilio de Villota  | March-Ford      | 1:52.401 | + 22.922  |

### Treinos classificatórios
| Pos.    | Nº | Piloto             | Construtor    | Q1       | Q2       | Dif.    |
| ------- | -- | ------------------ | ------------- | -------- | -------- | ------- |
| 1       | 16 | René Arnoux        | Renault       | 1:24.543 | 1:23.281 | —       |
| 2       | 2  | Riccardo Patrese   | Brabham-Ford  | 1:24.929 | 1:23.791 | + 0.510 |
| 3       | 23 | Bruno Giacomelli   | Alfa Romeo    | 1:26.083 | 1:23.939 | + 0.658 |
| 4       | 15 | Alain Prost        | Renault       | 1:25.766 | 1:24.439 | + 1.158 |
| 5       | 28 | Didier Pironi      | Ferrari       | 1:27.360 | 1:24.585 | + 1.304 |
| 6       | 6  | Keke Rosberg       | Williams-Ford | 1:25.125 | 1:24.649 | + 1.368 |
| 7       | 22 | Andrea de Cesaris  | Alfa Romeo    | 1:24.928 | 1:25.235 | + 1.647 |
| 8       | 5  | Derek Daly         | Williams-Ford | 1:25.505 | 1:25.390 | + 2.109 |
| 9       | 3  | Michele Alboreto   | Tyrrell-Ford  | 1:25.840 | 1:25.449 | + 2.168 |
| 10      | 7  | John Watson        | McLaren-Ford  | 1:27.317 | 1:25.583 | + 2.302 |
| 11      | 12 | Nigel Mansell      | Lotus-Ford    | 1:26.202 | 1:25.642 | + 2.361 |
| 12      | 8  | Niki Lauda         | McLaren-Ford  | 1:25.838 | 1:26.019 | + 2.557 |
| 13      | 1  | Nelson Piquet      | Brabham-BMW   | 1:26.075 | 1:26.120 | + 2.794 |
| 14      | 9  | Manfred Winkelhock | ATS-Ford      | 1:27.952 | 1:26.260 | + 2.979 |
| 15      | 11 | Elio de Angelis    | Lotus-Ford    | 1:27.568 | 1:26.456 | + 3.175 |
| 16      | 25 | Eddie Cheever      | Ligier-Matra  | 1:28.058 | 1:26.463 | + 3.182 |
| 17      | 4  | Brian Henton       | Tyrrell-Ford  | 1:28.971 | 1:26.690 | + 3.409 |
| 18      | 26 | Jacques Laffite    | Ligier-Matra  | 1:28.353 | 1:27.007 | + 3.726 |
| 19      | 29 | Marc Surer         | Arrows-Ford   | 1:28.380 | 1:27.019 | + 3.738 |
| 20      | 10 | Eliseo Salazar     | ATS-Ford      | 1:29.574 | 1:27.022 | + 3.741 |
| 21      | 30 | Mauro Baldi        | Arrows-Ford   | 1:29.306 | 1:27.208 | + 3.927 |
| 22      | 33 | Jan Lammers        | Theodore-Ford | no time  | 1:27.523 | + 4.242 |
| 23      | 17 | Jochen Mass        | March-Ford    | 1:29.452 | 1:27.885 | + 4.604 |
| 24      | 35 | Derek Warwick      | Toleman-Hart  | 1:31.233 | 1:28.075 | + 4.794 |
| 25      | 31 | Jean-Pierre Jarier | Osella-Ford   | 1:29.057 | 1:28.264 | + 4.983 |
| 26      | 14 | Roberto Guerrero   | Ensign-Ford   | 1:32.183 | 1:28.635 | + 5.354 |
| Fontes: |    |                    |               |          |          |         |

### Corrida
| Pos.    | Nº | Piloto             | Construtor      | Voltas | Tempo/Diferença | Grid | Pontos |
| ------- | -- | ------------------ | --------------- | ------ | --------------- | ---- | ------ |
| 1       | 2  | Riccardo Patrese   | Brabham-Ford    | 76     | 1:54:11.259     | 2    | 9      |
| 2       | 28 | Didier Pironi      | Ferrari         | 75     | Pane elétrica   | 5    | 6      |
| 3       | 22 | Andrea de Cesaris  | Alfa Romeo      | 75     | Pane seca       | 7    | 4      |
| 4       | 12 | Nigel Mansell      | Lotus-Ford      | 75     | + 1 volta       | 11   | 3      |
| 5       | 11 | Elio de Angelis    | Lotus-Ford      | 75     | + 1 volta       | 15   | 2      |
| 6       | 5  | Derek Daly         | Williams-Ford   | 74     | Acidente        | 8    | 1      |
| 7       | 15 | Alain Prost        | Renault         | 73     | Rodou           | 4    |        |
| 8       | 4  | Brian Henton       | Tyrrell-Ford    | 72     | + 4 voltas      | 17   |        |
| 9       | 29 | Marc Surer         | Arrows-Ford     | 70     | + 6 voltas      | 19   |        |
| 10      | 3  | Michele Alboreto   | Tyrrell-Ford    | 69     | Suspensão       | 9    |        |
| Ret     | 6  | Keke Rosberg       | Williams-Ford   | 64     | Colisão         | 6    |        |
| Ret     | 8  | Niki Lauda         | McLaren-Ford    | 56     | Motor           | 12   |        |
| Ret     | 1  | Nelson Piquet      | Brabham-BMW     | 49     | Turbo           | 13   |        |
| Ret     | 7  | John Watson        | McLaren-Ford    | 35     | Pane elétrica   | 10   |        |
| Ret     | 9  | Manfred Winkelhock | ATS-Ford        | 31     | Diferencial     | 14   |        |
| Ret     | 26 | Jacques Laffite    | Ligier-Matra    | 29     | Handling        | 18   |        |
| Ret     | 25 | Eddie Cheever      | Ligier- Matra   | 27     | Fuga de óleo    | 16   |        |
| Ret     | 10 | Eliseo Salazar     | ATS-Ford        | 22     | Falha mecânica  | 20   |        |
| Ret     | 16 | René Arnoux        | Renault         | 14     | Rodou           | 1    |        |
| Ret     | 23 | Bruno Giacomelli   | Alfa Romeo      | 4      | Semieixo        | 3    |        |
| DNQ     | 30 | Mauro Baldi        | Arrows-Ford     |        |                 |      |        |
| DNQ     | 33 | Jan Lammers        | Theodore-Ford   |        |                 |      |        |
| DNQ     | 17 | Jochen Mass        | March-Ford      |        |                 |      |        |
| DNQ     | 35 | Derek Warwick      | Toleman-Hart    |        |                 |      |        |
| DNQ     | 31 | Jean-Pierre Jarier | Osella-Ford     |        |                 |      |        |
| DNQ     | 14 | Roberto Guerrero   | Ensign-Ford     |        |                 |      |        |
| DNPQ    | 36 | Teo Fabi           | Toleman-Hart    |        |                 |      |        |
| DNPQ    | 32 | Riccardo Paletti   | Osella-Ford     |        |                 |      |        |
| DNPQ    | 18 | Raul Boesel        | March-Ford      |        |                 |      |        |
| DNPQ    | 20 | Chico Serra        | Fittipaldi-Ford |        |                 |      |        |
| DNPQ    | 19 | Emilio de Villota  | March-Ford      |        |                 |      |        |
| Fontes: |    |                    |                 |        |                 |      |        |

## Tabela do campeonato após a corrida
| Pos.    | Piloto           | Pontos |
| ------- | ---------------- | ------ |
| 1       | Alain Prost      | 18     |
| 2       | John Watson      | 17     |
| 3       | Didier Pironi    | 16     |
| 4       | Keke Rosberg     | 14     |
| 5       | Riccardo Patrese | 13     |
| Fontes: |                  |        |

| Pos.    | Construtor    | Pontos |
| ------- | ------------- | ------ |
| 1       | McLaren-Ford  | 29     |
| 2       | Renault       | 22     |
| 3       | Ferrari       | 22     |
| 4       | Williams-Ford | 21     |
| 5       | Lotus-Ford    | 14     |
| Fontes: |               |        |

- Nota: Somente as primeiras cinco posições estão listadas. Entre 1981 e 1990 cada piloto podia computar onze resultados válidos por temporada não havendo descartes no mundial de construtores.